# 11811 Martinrubin
11811 Martinrubin eller 1981 EH19 är en asteroid i huvudbältet som upptäcktes den 2 mars 1981 av den amerikanska astronomen Schelte J. Bus vid Siding Spring-observatoriet. Den är uppkallad efter Martin Rubin.
Asteroiden har en diameter på ungefär 3 kilometer.